# Saint-Alban-en-Montagne
Saint-Alban-en-Montagne är en kommun i departementet Ardèche i regionen Auvergne-Rhône-Alpes i sydöstra Frankrike. Kommunen ligger  i kantonen Saint-Étienne-de-Lugdarès som ligger i arrondissementet Largentière. År 2022 hade Saint-Alban-en-Montagne 65 invånare.

## Befolkningsutveckling
Antalet invånare i kommunen Saint-Alban-en-Montagne
Referens: INSEE